# مبارك علي الصباح
الشيخ مبارك علي يوسف الصباح (12 أغسطس 1979 - ) هو الابن الأكبر للشيخ علي يوسف الصباح ووالدته الشيخة أوراد جابر الأحمد الصباح إحدى بنات أمير دولة الكويت الثالث عشر الشيخ جابر الأحمد الصباح. ويعمل مقدم ركن بحري بالبحرية الكويتية. وهو ابن اخ الشيخ فهد اليوسف الصباح.

## حياته العسكري
التحق كطالب بالبحرية الكويتية في عام 2000، وفي عام 2002 حضر دورة للضباط الصغار في
الكلية الملكية البحرية البريطانية (Britannia Royal Naval College)، وتخرج من كلية علي الصباح العسكرية بالكويت ليلتحق في القوة البحرية الكويتية برتبة ملازم بحري.
عمل على متن زورق القوة البحرية الكويتية (مسكان) بمنصب ضابط ملاحة واتصالات، والتحق بعدة دورات منها دورة العمليات البحرية في الولايات المتحدة الأمريكية ودورة ضابط برج مناوب في مملكة البحرين، كما شارك في حرب تحرير العراق ليحصل على وسام السور وينقل خدماته إلى وزارة الداخلية في سبتمبر 2004. وعمل قائد زورق في الإدارة العامة لخفر السواحل بمنصب آمر سرية على متن زورق (315p مشهور) لغاية نوفمبر 2009. شارك في عدة تمارين أثناء خدمته مع القوات الشقيقة والصديقة (المملكة العربية السعودية ودولة الإمارات العربية المتحدة ومملكة البحرين وجمهورية العراق والولايات المتحدة الأمريكية والمملكة المتحدة وأستراليا)، وأيضا شارك كمتحدث رئيسي في الندوة العالمية للإدارة الكوارث البحرية في المملكة العربية السعودية 2011.

## المؤهلات العلمية

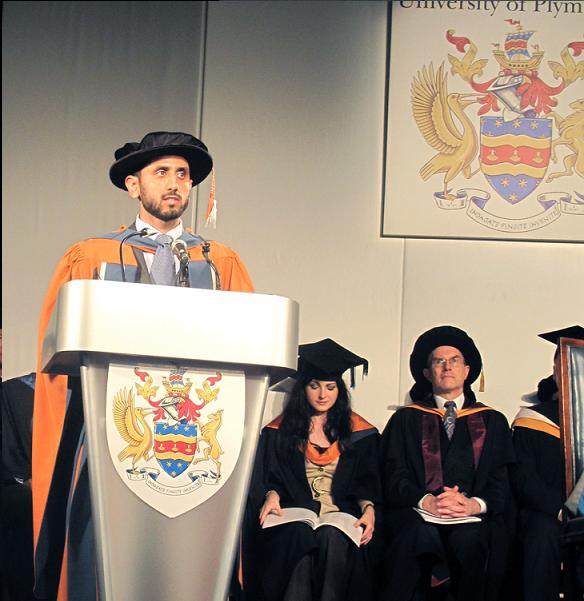
مبارك الصباح يتسلم الدكتوراة الفخرية من جامعة بليموث.

- دورة في العلوم البحرية – الكلية الملكية البحرية البريطانية (2002).
- دبلوم علوم عسكرية – كلية علي الصباح العسكرية (2002).
- دبلوم في الهندسة الالكترونية – الجامعة الأسترالية بالكويت عام 2009.
- دكتوراه فخرية في علوم الهندسة من جامعة بليموث – المملكة المتحدة (2010).[1]
- ماجستير في العلوم العسكرية – كلية مبارك العبد الله للقيادة والأركان المشتركة (2011).

## الدورات
- دورة عمليات بحرية – الولايات المتحدة الأمريكية 2002.
- دورة مكافحة حريق وحصر عطب – المملكة المتحدة 2002.
- دورة مكافحة حريق وحصر عطب متقدمة – الولايات المتحدة الأمريكية 2002.
- دورة مظلي قفز حر من ارتفاع 14,000 قدم – الولايات المتحدة 2002.
- دورة ضابط برج مناوب – مملكة البحرين 2004.
- دورة اجراءات الضبط والتفتيش – معهد القضاة دولة الكويت 2006.
- دورة التعامل مع الدبلوماسيين – دولة الكويت 2008.
- دورة قواعد القانون البحري الدولي – دولة الكويت 2008.
- دورة القيادة والأركان المشتركة – كلية مبارك العبد الله للقيادة والأركان المشتركة دولة الكويت 2011.

## مشاركاته والأوسمة التي حصل عليها
- شارك في حرب تحرير العراق وحاصل على وسام السور.
- شارك في عدة تمارين أثناء خدمته مع القوات الشقيقة والصديقة.
- شارك كمتحدث رئيسي في الندوة العالمية للإدارة الكوارث البحرية في المملكة العربية السعودية 2011.[2]
- شارك في العديد من المؤتمرات الدولية وألقى الكثير من المحاضرات في دولة الإمارات العربية المتحدة وغيرها من الدول الشقيقة.[3]
- حاصل على وسام الخدمة البرونزي والفضي.